# Giovanni Veglianetti
Giovanni Veglianetti (Venezia, 31 maggio 1932 – Venezia, 18 luglio 2010) è stato un calciatore e allenatore di calcio italiano, di ruolo attaccante.

## Carriera

### Giocatore
Nella stagione 1952-1953 ha vinto un campionato di Promozione con il Cesena, nel quale ha segnato 28 gol, cinque dei quali in una sola partita; la squadra romagnola, neopromossa in IV Serie, l'ha poi ceduto al Toma Maglie, con cui nella stagione 1953-1954 ha segnato 17 gol in Serie C, chiudendo al secondo posto in classifica marcatori dietro a Silvano Mari del Piacenza. L'anno seguente ha giocato in Serie B con il Taranto, segnando 4 gol in 22 presenze, mentre nella stagione successiva è andato a segno 6 volte in 14 presenze, per un totale di 36 presenze e 10 gol con la squadra pugliese. Ha disputato poi i campionati 1956-1957 e 1957-1958 in Serie C con la Mestrina. In seguito ha giocato in Serie B con il Catania, con cui nella stagione 1958-1959 ha anche segnato 3 gol ed in Serie C con il Crotone.

### Allenatore
Ha allenato il settore giovanile del Venezia e, per una stagione, la prima squadra del Valdagno.

## Palmarès

### Giocatore

#### Competizioni regionali
- Promozione: 1

Cesena: 1952-1953